# ÖFB-Cup 2000-2001
La ÖFB-Cup 2000-2001 è stata la 67ª edizione della coppa nazionale di calcio austriaca.

## Primo turno
| Squadra 1             | Risultato       | Squadra 2                  |
| --------------------- | --------------- | -------------------------- |
| 1º agosto 2000        |                 |                            |
| Lustenau 07           | 3 - 2           | Kundl                      |
| Rheindorf Altach      | 3 - 0           | Jenbach/Achensee           |
| Kufstein              | 3 - 0           | Nenzing                    |
| Kirchbichl            | 1 - 2           | Reichenau                  |
| Tirol Innsbruck II    | 3 - 2 (dts)     | Feldkirch                  |
| 4 agosto 2000         |                 |                            |
| Hofstetten-Grünau     | 0 - 6           | Deutschkreutz              |
| Wr. Neustädter        | 4 - 2           | Klingenbach                |
| Kremser SC            | 4 - 0           | Rapid Vienna II            |
| Schwechat             | 0 - 2           | Floridsdorfer              |
| Stockerau             | ? - ? (4-3 dtr) | Neuberg                    |
| Zwettl                | 3 - 2           | Leobendorf                 |
| Parndorf              | 3 - 1           | Horitschon/Unterpetersdorf |
| Rohrbach              | ? - ? (5-3 dtr) | Kottingbrunn               |
| 5 agosto 2000         |                 |                            |
| Tulln                 | 1 - 0           | Polizei/Feuerwehr Wien     |
| OMV Stadlau           | 4 - 0           | Ostbahn XI                 |
| Hundsheim             | 3 - 1           | Wiener SC                  |
| 6 agosto 2000         |                 |                            |
| Austria Vienna II     | 0 - 4           | Waidhofen/Ybbs             |
| Würmla                | 0 - 3           | Eisenstadt                 |
| 8 agosto 2000         |                 |                            |
| Salzburger AK         | ? - ? (4-5 dtr) | Donau Linz                 |
| Union Vöcklamarkt     | 4 - 0           | Seekirchen                 |
| Kapfenberger          | 6 - 0           | ASK Klagenfurt             |
| Blau-Weiß Linz        | 4 - 1           | Schwarzach                 |
| Union St. Florian     | 2 - 2           | Amstetten                  |
| 9 agosto 2000         |                 |                            |
| Grieskirchen          | 1 - 4           | Puch                       |
| 12 agosto 2000        |                 |                            |
| Schwanenstadt         | 2 - 0           | Union Weißkirchen          |
| 14 agosto 2000        |                 |                            |
| St. Magdalena         | 1 - 2 (dts)     | Ried II                    |
| Eintracht Wels        | 0 - 1           | WSV-ATSV Ranshofen         |
| 15 agosto 2000        |                 |                            |
| Simmering             | 1 - 0           | Union St. Peter/Au         |
| Sturm Graz II         | 1 - 3           | Hartberg                   |
| Gratkorn              | ? - ? (3-5 dtr) | St. Veit                   |
| VOEST-ALPINE Kindberg | 1 - 5           | Wolfsberger                |
| Zeltweg               | 2 - 1 (dts)     | Flavia Solva               |
| Bleiburg              | 1 - 0           | Voitsberg                  |
| Köflach               | ? - ? (4-2 dtr) | SAK Klagenfurt             |
| ASKÖ Pasching         | 7 - 0           | Zell am See                |
| Anger                 | 2 - 0           | Rottenmann                 |
| Lendorf               | 0 - 3           | Spittal/Drau               |
| Pöllau                | 2 - 3           | ESK Graz                   |
| Langenrohr            | 3 - 1           | Horn                       |

## Secondo turno
| Squadra 1             | Risultato   | Squadra 2            |
| --------------------- | ----------- | -------------------- |
| 2 settembre 2000      |             |                      |
| Tulln                 | 1 - 8       | Schwarz-Weiß Bregenz |
| 6 settembre 2000      |             |                      |
| Donau Linz            | 2 - 1       | Union Vöcklamarkt    |
| 12 settembre 2000     |             |                      |
| Simmering             | 0 - 6       | Wörgl                |
| Rheindorf Altach      | 0 - 1       | Zeltweg              |
| Schwanenstadt         | 1 - 3       | Floridsdorfer        |
| Puch                  | 0 - 3       | First Vienna         |
| Union St. Florian     | 2 - 1       | Hartberg             |
| Blau-Weiß Linz        | 2 - 4 (dts) | Braunau              |
| Kufstein              | 1 - 4       | Leoben               |
| Waidhofen/Ybbs        | 0 - 4       | Kärnten              |
| Kapfenberger          | 4 - 0       | Tirol Innsbruck II   |
| Eisenstadt            | 0 - 4       | LASK                 |
| Zwettl                | 1 - 4       | Bad Bleiberg         |
| Parndorf              | 1 - 6       | Austria Salisburgo   |
| Ried II               | 0 - 1       | Stockerau            |
| Rohrbach              | 0 - 1       | Langenrohr           |
| Deutschkreutz         | 0 - 1       | Austria Lustenau     |
| 13 settembre 2000     |             |                      |
| ESK Graz              | 2 - 0       | Mattersburg          |
| Austria Salisburgo II | 0 - 3       | Untersiebenbrunn     |
| Hundsheim             | 3 - 1       | OMV Stadlau          |
| Bleiburg              | 3 - 1       | St. Veit             |
| Reichenau             | 3 - 2       | Anger                |
| WSV-ATSV Ranshofen    | 0 - 1       | Kremser SC           |
| Lustenau 07           | 0 - 2       | Ried                 |
| Köflach               | 0 - 2       | Wolfsberger          |
| ASKÖ Pasching         | 2 - 3       | Admira Wacker M.     |
| Spittal/Drau          | 1 - 3       | WSG Swarovski Tirol  |
| Wr. Neustädter        | 0 - 3       | Austria Vienna       |

## Terzo turno
| Squadra 1         | Risultato       | Squadra 2            |
| ----------------- | --------------- | -------------------- |
| 3 aprile 2001     |                 |                      |
| Bleiburg          | 0 - 3           | Leoben               |
| ESK Graz          | 1 - 4           | Braunau              |
| Hundsheim         | 3 - 2           | Bad Bleiberg         |
| Langenrohr        | 0 - 4           | Rapid Vienna         |
| Reichenau         | 1 - 6           | Admira Wacker M.     |
| Donau Linz        | 1 - 3           | LASK                 |
| Kapfenberger      | ? - ? (4-1 dtr) | Untersiebenbrunn     |
| Stockerau         | 0 - 3           | Schwarz-Weiß Bregenz |
| Sturm Graz        | 4 - 2 (dts)     | Austria Vienna       |
| Union St. Florian | 0 - 1           | Austria Lustenau     |
| First Vienna      | 1 - 2           | Kärnten              |
| Wolfsberger       | 2 - 1           | WSG Swarovski Tirol  |
| Kremser SC        | 3 - 0           | Wörgl                |
| 4 aprile 2001     |                 |                      |
| Zeltweg           | 1 - 0 (dts)     | Grazer AK            |
| Floridsdorfer     | 0 - 2           | Austria Salisburgo   |
| Ried              | 0 - 3           | Tirol Innsbruck      |

## Ottavi di finale
| Squadra 1            | Risultato       | Squadra 2          |
| -------------------- | --------------- | ------------------ |
| 10 aprile 2001       |                 |                    |
| Zeltweg              | 1 - 1 (4-5 dtr) | Hundsheim          |
| Leoben               | 1 - 2           | Tirol Innsbruck    |
| Kärnten              | 2 - 0           | LASK               |
| Schwarz-Weiß Bregenz | 0 - 0 (4-5 dtr) | Braunau            |
| Sturm Graz           | 2 - 0           | Austria Lustenau   |
| Wolfsberger          | 0 - 3           | Admira Wacker M.   |
| Kremser SC           | 0 - 0 (1-3 dtr) | Austria Salisburgo |
| 11 aprile 2001       |                 |                    |
| Kapfenberger         | 2 - 3           | Rapid Vienna       |

## Quarti di finale
| Squadra 1        | Risultato       | Squadra 2          |
| ---------------- | --------------- | ------------------ |
| 17 aprile 2001   |                 |                    |
| Hundsheim        | 0 - 2           | Tirol Innsbruck    |
| Kärnten          | 1 - 0           | Braunau            |
| Sturm Graz       | 2 - 2 (3-4 dtr) | Rapid Vienna       |
| Admira Wacker M. | 2 - 0           | Austria Salisburgo |

## Semifinale
| Squadra 1        | Risultato   | Squadra 2       |
| ---------------- | ----------- | --------------- |
| 8 maggio 2001    |             |                 |
| Admira Wacker M. | 2 - 3 (dts) | Kärnten         |
| 9 maggio 2001    |             |                 |
| Rapid Vienna     | 0 - 1       | Tirol Innsbruck |

## Finale
| Squadra 1      | Risultato   | Squadra 2       |
| -------------- | ----------- | --------------- |
| 27 maggio 2001 |             |                 |
| Kärnten        | 2 - 1 (dts) | Tirol Innsbruck |